# Samuel Palmer
(Londres 1805 - Reigate Surrey 1881). Paisatgista i aiguafortista anglès. Feu gala d'un talent precoç i va exposar dibuixos de paisatges a la Royal Academy quan tenia catorze anys. el 1822 conegué Linnell, el qual li va presentar William Blake dos anys més tard. Palmer havia tingut experiències visionàries des de la infantesa, i la influència que rebé de Blake va servir per intensificar encara més la seva inclinació mística inherent. L'any 1826 es traslladà a Shoreham, prop de Sevenoaks (Kent), on esdevingué la figura central del grup artístic conegut amb el nom dels Ancients i on va pintar les obres que actualment són considerades com les més famoses: paisatges carregats d'un sentiment de fecunditat panteista i de bellesa ultraterrenal.
Cap al 1832 començà a declinar el que ell anomenava el seu "sentiment primitiu i pueril" envers el paisatge. Després de tornar a Londres l'any 1835, casar-se amb la filla de Linnell el 1837 i passar una lluna de mel de dos anys a Itàlia, el trencament amb la concepció visionària fou total. Les teles posteriors de Palmer seguiren un estil molt més convencional, topogràfic o pastorívol, força treballat i sovint ple de sentimentalisme. En els aiguaforts, tanmateix, hi restà alguna cosa de l'orientació anterior.
Poc abans de morir treballava en una edició de les Èglogues de Virgili, traduïdes i il·lustrades per ell. L'obra de la seva primera època va romandre pràcticament oblidada fins als anys vint del segle xx, però des d'aleshores ha influït sobre diversos paisatgistes romàntics moderns, com és el cas de Paul Nash i Graham Sutherland. Hi ha importants obres seves a Londres (Museu Britànic, Tate Gallery, V&A), Oxford (Ashmolean) i Cambridge (Museu Fitzwilliam).